# Konsumgenossenschaft Vorwärts-Befreiung

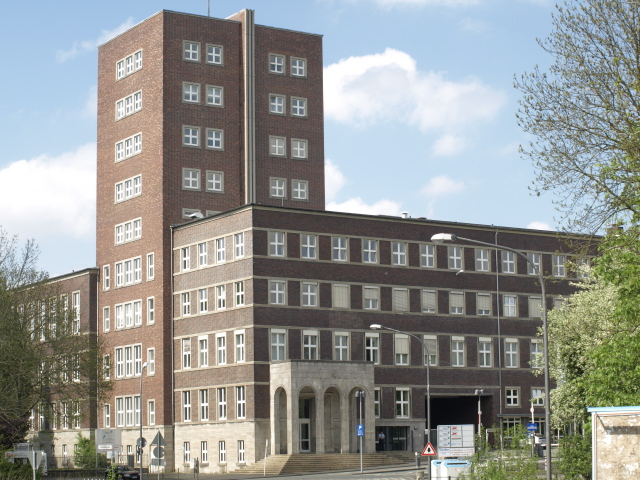
Das ehemalige Hauptgebäude der Konsumgenossenschaft auf Clausen

Die Konsumgenossenschaft „Vorwärts-Befreiung“ war eine große Konsumgenossenschaft in Wuppertal. Sie ging aus der 1924 erfolgten Vereinigung der Genossenschaften „Befreiung“ (im heutigen Stadtteil Elberfeld) und „Vorwärts“ (im heutigen Stadtteil Barmen) sowie „Haushalt“ in Velbert hervor. Vorher waren mehrere Ansätze zu einer Vereinigung der Elberfelder und Barmer Genossenschaften gescheitert. 
Mit fast 50.000 Mitgliederfamilien, 800 Mitarbeitern und 130 Verteilungsstellen zählte sie zu den größten Genossenschaften in Deutschland.
Bedingt durch gutes Wachstum wurde 1931 eine neue Betriebszentrale mit einer Fläche von 130.000 m² in der Gemarkung Clausen in Betrieb genommen. Das Gebäude galt als größte Betriebszentrale einer Konsumgenossenschaft in Deutschland und versorgte über 200.000 Menschen in 33 Gemeinden. In der Zeit des Nationalsozialismus geriet die Konsumgenossenschaft „Vorwärts-Befreiung“ wie alle anderen entsprechenden Einrichtungen unter großen politischen Druck, wurde zunächst schikaniert, dann gleichgeschaltet und schließlich 1935 aufgelöst. Auffanggesellschaft wurde die Bergische Lebensmittel GmbH, 1946 erfolgte die Gründung der Konsumgenossenschaft Wuppertal eGmbH.
1978 übernahm die Gebr. Happich GmbH den gesamten Gebäudekomplex der ehemaligen Konsumgenossenschaft.
Das Gebäudeensemble an der Konsumstraße wurde am 24. Februar 1997 als Baudenkmal anerkannt und in die Denkmalliste der Stadt Wuppertal eingetragen.